# イン・コンサート1987—アビゲイル—
『イン・コンサート1987—アビゲイル—』（In Concert 1987: Abigail）は、デンマークのヘヴィメタル・バンド、キング・ダイアモンドが1987年に録音・1991年に発表したライブ・アルバム。

## 背景
バンドはアルバム『アビゲイル』（1987年）のプロモーションのため、1987年7月9日から9月5日まで北米ツアーを行い、同年11月19日から12月20日までのヨーロッパ・ツアーではスウェーデン、デンマーク、オランダ、ベルギー、ドイツ、イングランド、スイスで計26公演を行った。本作はこのツアーにおける録音だが、具体的な録音年月日や公演地は明記されていない。オリジナル・メンバーの一人マイケル・デナーは、『アビゲイル』のレコーディング終了後にバンドを脱退しており、1987年のツアーではスウェーデン人ギタリストのマイケル・ムーンが代役を務めたが、その後ピート・ブラックが正式メンバーとして迎えられた。収録曲のうち「カム・トゥ・ザ・サバス」は、マーシフル・フェイト時代の曲である。

## 評価
Stephen Thomas Erlewineはオールミュージックにおいて5点満点中2点を付け「コンサートにおける『アビゲイル』の再現は、スタジオ録音と比べてサウンドが貧弱で、特に熱狂的なファンだけに向けられたディスクである」と評している。また、『CDジャーナル』のミニ・レビューでは「音の状態は、あまり良くないが、それが逆にオドロオドロしたバンドの特質を表現」と評されている。

## 収録曲
特記なき楽曲はキング・ダイアモンド作。
1. フューネラル - "Funeral" – 1:55
2. アライヴァル - "Arrival" – 5:47
3. カム・トゥ・ザ・サバス - "Come to the Sabbath" – 5:43
4. ザ・ファミリー・ゴースト - "The Family Ghost" – 4:25
5. ザ・セヴンス・デイ・オヴ・ジュライ・1777 - "The 7th Day of July 1777" (King Diamond, Andy LaRocque) – 4:25
6. ザ・ポートレイト - "The Portrait" – 4:47
7. ギター・ソロ（アンディ） - "Guitar Solo Andy" (A. LaRocque) – 3:36
8. ザ・ポゼッション - "The Possession" (K. Diamond, Michael Denner) – 3:50
9. アビゲイル - "Abigail" – 4:29
10. ドラム・ソロ - "Drum Solo" (Mikkey Dee) – 3:24
11. ザ・キャンドル - "The Candle" – 6:01
12. ノー・プレゼンツ・フォー・クリスマス - "No Presents for Christmas" (K. Diamond, M. Denner) – 4:23

## 参加ミュージシャン
- キング・ダイアモンド - ボーカル
- アンディ・ラ・ロック - ギター
- マイケル・ムーン - ギター
- ティミ・ハンセン - ベース
- ミッキー・ディー - ドラムス